# Saurauia cauliflora
Saurauia cauliflora är en tvåhjärtbladig växtart som beskrevs av Dc. Saurauia cauliflora ingår i släktet Saurauia och familjen Actinidiaceae. Inga underarter finns listade i Catalogue of Life.